# Cornaredo (Lombardei)
Cornaredo ist eine italienische Gemeinde mit 20.693 Einwohnern (Stand 31. Dezember 2023) in der Metropolitanstadt Mailand, Region Lombardei.
Die Nachbarorte von Cornaredo sind Rho, Pregnana Milanese, Settimo Milanese, Bareggio und Cusago.

## Demografie
Cornaredo zählt 8.179 Privathaushalte. Zwischen 1991 und 2001 stieg die Einwohnerzahl von 18.817 auf 19.928. Dies entspricht einem prozentualen Zuwachs von 5,9 %.